# 송유안
송유안(본명: 송주연)은 대한민국의 배우이다.

## 학력
- 동덕여자대학교 방송연예학

## 연기 활동

### 드라마
- 2005년 SBS 주말 특별기획 《백만장자와 결혼하기》
- 2007년 MBC 주말연속극 《문희》
- 2016년 SBS 아침연속극 《사랑이 오네요》 ... 이대리 역
- 2016년 MBC 일일 특별기획 《황금주머니》
- 2018년 SBS 아침연속극 《나도 엄마야》 ... 여민경 역